# Amazopimpla farallonensis
Amazopimpla farallonensis là một loài tò vò trong họ Ichneumonidae.